# Akashi Kaijin

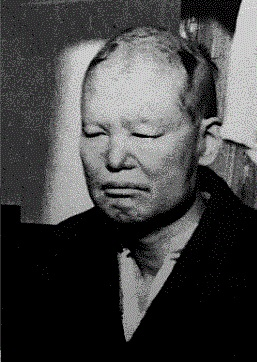
Akashi Kaijin

Akashi Kaijin (jap. 明石 海人; * 5. Juli 1901; † 9. Juni 1939) war ein japanischer Lyriker.
Akashi infizierte sich Anfang der 1920er Jahre mit Lepra und unterlag somit der zu dieser Zeit in Japan geltenden Zwangsquarantäne. Er lebte im Sanatorium Nagashima Aisei-en und trat als Autor von Haiku und Waka hervor. Die Situation der Zwangsquarantäne – die Betroffenen waren strikt isoliert, es war ihnen verboten, Kinder zu bekommen – brachte weitere Dichter hervor wie Shimada Shakusō, Itō Tamotsu, Haruko Tsuda und Honami Nagata.